# Наследство (сериал)
„Наследство“ (на турски: Emanet) е турски телевизионен сериал, продуциран от Karamel Yapım, чийто първи епизод е излъчен на 7 септември 2020 г., а последен - на 16 февруари 2025 г. Той е последния турски дневен сериал, започнал преди 2022 година, от който са продължавали да се излъчват нови епизоди.
Третият сезон на сериала стартира излъчването си на 19 септември 2022 г. със своя 417-и епизод. В 416-ия епизод, който е финал на втори сезон, главната актриса Сила Тюркоглу напуска сериала, а грузинската актриса Нана Стамболишвили се присъединява към сериала като главна женска роля от третия сезон. Четвърти сезон стартира излъчването си със своя 622-ри епизод, който се излъчва на 23 септември 2023 г. В 621-ви епизод, който е финал на 3-ти сезон, главният мъжки актьор на сериала, Халил Ибрахим Джейхан, напуска сериала, а от 4-ти сезон нататък албанският актьор Ник Джелилай се присъединява към сериала като главен мъжки образ.

## Сюжет
Сезон 1
В поредицата, която включва историята на Яман Къръмлъ, богат, харизматичен, но корав и безмилостен бизнесмен, и Сехер Керимоглу, която има скромен живот, и Яман, и Сехер виждат своя племенник Юсуф, който е загубил семейството си и няма роднини освен себе си, като тяхно наследство и отговорност. Яман Къръмлъ е много богат човек, но не може да избяга от последиците от трудните времена, които е преживял в миналото. Яман, който има двама по-големи братя на име Зия и Ялчън, никога няма да прости на баща си и майка си, които ги изоставят с друг мъж. Той никога не може да забрави баща си, който се самоубива, след като майка му напуска дома. Яман Къръмлъ мрази жените след тази ситуация и не вярва на никоя жена. Яман иска да възпита племенника си Юсуф като жесток и силен човек, но Сехер иска да вземе своя племенник Юсуф, когото смята за наследството на сестра си, и да го възпита така, както тя иска. Разбира се, Яман Къръмлъ никога няма да позволи това. Сехер, от друга страна, иска да вземе племенника си въпреки всички трудности на Яман и ще рискува всичко в това отношение.
Започва безмилостна борба между Сехер и Яман Къръмлъ. Яман разбира колко решителна е Сехер и че тя много обича племенника си Юсуф. Сехер го предпазва от куршумите, когато Яман е на път да бъде застрелян, което кара гледната точка на Яман за събитията внезапно да се промени. След това Яман позволява на Сехер да остане в имението и да се грижи за племенника му Юсуф. При друг инцидент, този път Яман спасява живота на Сехер. С течение на времето между Яман и Сехер започва сближаване и любов. Любящото поведение на Сехер също променя недоверието и омразата на Яман към жените. Яман иска Сехер постоянно да присъства в живота му. Омразата на Сехер към Яман с течение на времето се превръща в голяма любов и привързаност. Въпреки това Икбал, снахата на Яман, иска да ожени Яман за сестра си Зухал и да притежава цялото богатство. Икбал и сестра йЗухал, които ревнуват от любовта на Яман и Сехер, са най-голямата пречка пред тази любов. Най-важният коз, който имат за това, е Селим, приятел от детинство на Сехер, който е влюбен в Сехер от първия ден. Въпреки че Сехер вижда Селим само като свой приятел и довереник, Селим обича Сехер и ревнува от близостта й с Яман. С течение на времето Селим започва да действа заедно с Икбал и Зухал.
Фърат съобщава на сехер, че смъртта на сестра й не е нещастен случай а някой нарочно я е убил, а Зия мислейки си, че той е убил Кевсер, казва на Яман, че той я е убил, Яман е шокиран и не вярва на чутото.
Неспособен да понесе мисълта, че е убиец, Зия се хвърля от балкона, но оцелява.
Яман казва на Сехер, че той е убил Кевсер за да защити Зия, първоначално тя не вярва, но Яман го потвърждава изкрещявайки и го в очите.
От този момент нататък, Сехер започва да изпитва силна омраза към Яман и желание за отмъщение.
Сехер решава да вкара Яман в затвора след което да вземе юсуф с себе си и да си тръгне.
На финала на сезон 1 Яман намира Сехер и Юсуф, той признава любовта си към Сехер.
Сехер от своя страна си мисли, че Яман я лъже, а Яман заявява, че това е най голямата истина в живота му.
Сехер възмутена му казва, че не може да живее с него
Яман заявява, че няма да я пусне изваждайки пистолета си.
Сехер го пита дали и нея ще убие както е убил сестра й, казвайки му да го направи, защото не се страхува от него.
Яман и казва, че ще се отърве от него само ако го убие, след което поставя пистолета си в ръката на Сехер.
Сехер се бори с чувствата си и насочва пистолета към яман, тя си спомня хубавите моменти с Яман и сваля пистолета, но си спомня обещанието, което е дала на сестра й и стреля в Яман, Той и казва да не съжалява, след това пада безпомощен на земята
Сехер отива да вземе Юсуф и му казва да си затвори очите да не види чичо си в това състояние.
Яман вижда как Юсуф и Сехер си тръгват.

## Излъчване
| Сезон | Сезон | Епизоди | Начало на сезона     | Край на сезона       | Всички епизоди | ТВ сезон    | ТВ канал | Дата и час |
| ----- | ----- | ------- | -------------------- | -------------------- | -------------- | ----------- | -------- | --- |
|       | 1     | 205     | 7 септември 2020 г.  | 18 юни 2021 г.       | 1 – 205        | 2020 – 2021 | Kanal 7  | всеки делничен ден (19:00)                                                                                      |
|       | 2     | 211     | 13 септември 2021 г. | 4 юли 2022 г.        | 206 – 416      | 2021 – 2022 | Kanal 7  | всеки делничен ден (19:00)                                                                                      |
|       | 3     | 205     | 19 септември 2022 г. | 17 септември 2023 г. | 417 – 621      | 2022 – 2023 | Kanal 7  | всеки делничен ден (19:00/21:15), всеки делничен ден (19:00), всеки уикенд (19:00)                              |
|       | 4     | 184     | 23 септември 2023 г. | 16 февруари 2025 г.  | 622 – 805      | 2023 – 2025 | Kanal 7  | събота (19:00), всеки уикенд (19:00/21:30), всеки ден (19:00), всеки делничен ден (19:00), всеки уикенд (19:00) |

- Сериалът се излъчва всеки делничен ден от 19:00 от 1 до 461 епизод и всяка делнична вечер от 21:15 от 462 до 546 епизод. Епизоди от 547 до 570  са излъчени в 19:00 часа през уикенда. Излъчва се всеки ден от епизод 571 до епизод 619. Епизоди от 620 до 661 са излъчени отново в 19:00 часа през уикенда. Епизоди от 662 до 667 се излъчват в събота от 19:00. Епизоди от 668 до 699 се излъчват в събота и неделя от 21:30. Започвайки от епизод 700, отново се излъчва всеки ден от 19:00 часа. Продължава да се излъчва всеки делничен ден от 19:00 часа, започвайки от епизод 757.

## Актьорски състав
- Нана Стамболишвили – Нана Maриам (сезони 3 – 4)
- Ник Джелилай – Пойраз Кълъч (сезон 4)
- Берат Рюзгяр Йозкан – Юсуф Къръмлъ (сезони 1 – 4)
- Бинназ Eкрен – Aдалет (сезони 1 – 4)
- Aднан Meхмет Aли Aслан – Ибрахим (Ибо) (сезони 1 – 4)
- Йозге Aгяр – Kaранфил (Kaра) (сезони 1 – 4)
- Волкан Йълдъръм –	Kирпи (сезони 1 – 4)
- Халит Eрман Eрсой – Волкан (сезони 2 – 4)
- Севда Kaрабулут –	Aйнур (сезони 3 – 4)
- Toлга Сала – Ферит Булут (сезони 3 – 4)
- Япрак Дурмаз – Aйше Йозюрт (сезони 3 – 4)
- Eджем Aкчай – Неше (сезони 3 – 4)
- Фейза Tушем Йозкан – Дога (сезони 3 – 4)
- Деря Kуртулуш Oктар – Дженет (сезон 4)
- Tутку Eртит – Назлъ (сезон 4)
- Aйла Kaймак – Джансел (сезон 4)
- Бусе Йоздемир – Сибел (сезон 4)
- Taйлан Гюлдере – Мерт (сезон 4)
- Йозгюр Башол – Прокурор Синан Aйсан (сезон 4)
- Зекай Синан Йозер – Шахин (сезон 4)
- Eсра Балъкчъ – Деря Kaзанджъ (сезон 4)
- Aкин Aйдин – Семих (сезон 4)
- Серпил Учар – Ишил (сезон 4)
- Халил Ибрахим Джейхан – Яман Къръмлъ (сезони 1 – 3)
- Съла Tюркоглу – Сехер Kъръмлъ (сезони 1 – 2)
- Aднан Koч – Девран Keскиндемир (Зехир) (сезони 3 – 4)
- Eсра Балъкчъ – Прокурор Лейля Kaзанджъ (сезон 4)
- Eмре Дуран – Kурт (сезон 4)
- Aлпер Keскинташ –	Koрай (сезон 3)
- Бурхан Йокмен – Саатчи Вели (сезон 3)
- Фюсун Йозтопрак –	Aкче (сезон 3)
- Aли Aскер Буур – Kязъм (сезони 2 – 3)
- Meрдан Kaрдан – Идрис Яхяоулу (Toпал) (сезони 2 – 3)
- Oуз Ягджъ – Недим (сезони 1 – 3)
- Йомер Гечю –	Дженгер (сезони 1 – 3)
- Ферда Ъшъл – Султан (сезони 1 – 3)
- Зейнеп Наз Бичер – Неслихан (сезони 1 – 3)
- Meлих Йозкая – Aли (сезони 1 – 3)
- Седа Дадашова – Ясемин (сезони 2 – 3)
- Хюлия Aйдън – Семра (сезони 2 – 3)
- Ипек Aркан – Дуйгу (сезони 2 – 3)
- Бирхан Tут – Aзиз Яхяоулу (сезон 2)
- Берен Демиркая – Чичек (сезон 2)
- Mустафа Toлга Панджароулу – Зия Къръмлъ (сезони 1 – 2)
- Деря Oуз Eртюн – Фърат (сезони 1 – 2)
- Meсут Балкан – Ертугрул (сезон 2)
- Хилял Йълдъз – Зухал (сезони 1 – 2)
- Oнур Сарачер – Джанан (сезон 2)
- Фатих Хюркан – Фикрет (сезон 2)
- Eда Дуру Aкбай – Meлек (сезон 2)
- Aли Чакалгьоз – Ариф (сезони 1 – 2)
- Гьоксел Kaяхан – Бора (сезон 1)
- Гюлай Йоздем – Икбал (сезон 1)
- Осман Aйдън – Селим (сезон 1)
- Селма Aктепе – Meлахат (сезон 1)
- Ченк Динчсой – Eрдал (сезон 1)
- Гюлдерен Гюлер – Kираз (Meрием) (сезон 1)
- Беркай Йозгюр – Баръш (сезон 1)
- Гьозде Гюркан – Бегюм (сезон 1)
- Meхмет Бастюрк – Oзан (сезон 1)
- Aтила Пекдемир –	Oсман (сезон 1)
- Хаят Oлчай – Надире (сезон 1)
- Meлтем Kълъч – Keвсер (сезон 1)

### Гост звезди
- Ийт Йомер Йозкан – младия Яман (сезон 1, 2)
- Зейнеп Гюл Кючюк – Пънар (сезон 3, 4)
- Бюлент Челик – бодигард на Яман (сезон 1 – 3)
- Еркан Соркун – Eртан (сезон 3)
- Гамзе Ертен – Ямур (сезон 3)
- Ферди Атунер – Хулуси (сезон 3)
- Мустафа Кесер – Исмет Яхяоулу (сезон 2)
- Тюлай Доган – Aсийе Яхяоулу (сезон 2)
- Емре Челик – Eсмерим (Keрем) (сезон 2)
- Аслъ Чалъ – любимата на Керем (сезон 2)
- Гьокчен Дербедер – младата Джанан (сезон 1, 2)
- Илкер Явуз – Meлих (сезон 1)
- Сердар Уурсой – Гюрбюз Сойгирай (сезон 1)
- Ясемин Нур Йозтюрк – Eла (сезон 1)
- Рожхат Йозсой – Mухиттин (сезон 1)
- Седа Янак – Eзги (сезон 1)
- Неджати Кючюк – Гювенлик (сезон 1)
- Мехмет Саид Кьосеоулу – Бахчъван (сезон 1)
- Йетиш Сомунджу – Фуат

## В България
В България сериалът започва на 20 март 2023 г. по Нова телевизия. На 4 март 2024 г. по Диема Фемили започват повторения на сериала. Ролите се озвучават от Даниела Сладунова, Петя Миладинова, Яница Маслинкова, Александър Митрев, Здравко Методиев и Ивайло Велчев.
| Сезон | Сезон | Епизоди | Начало на сезона | Край на сезона | Всички епизоди | ТВ сезон       | ТВ канал | Дата и час           |
| ----- | ----- | ------- | ---------------- | -------------- | -------------- | -------------- | -------- | -------------------- |
|       | 1     | 281     | 20 март 2023 г.  | 10 май 2024 г. | 1 – 281        | 2023 – 2024 г. | Нова ТВ  | всеки делник (12:30) |
|       | 2     | 283     | 13 май 2024 г.   | 7 юли 2025 г.  | 282 – 564      | 2024 – 2025 г. | Нова ТВ  | всеки делник (12:30) |
|       | 3     | 297     | 9 юли 2025 г.    | 2026 г.        | 565 – 861      | 2025 – 2026 г. | Нова ТВ  | всеки делник (12:30) |
|       | 4     | 249     | 2026 г.          | 2027 г.        | 862 – 1110     | 2026 – 2027 г. | Нова ТВ  |                      |